# Австралия в Первой мировой войне

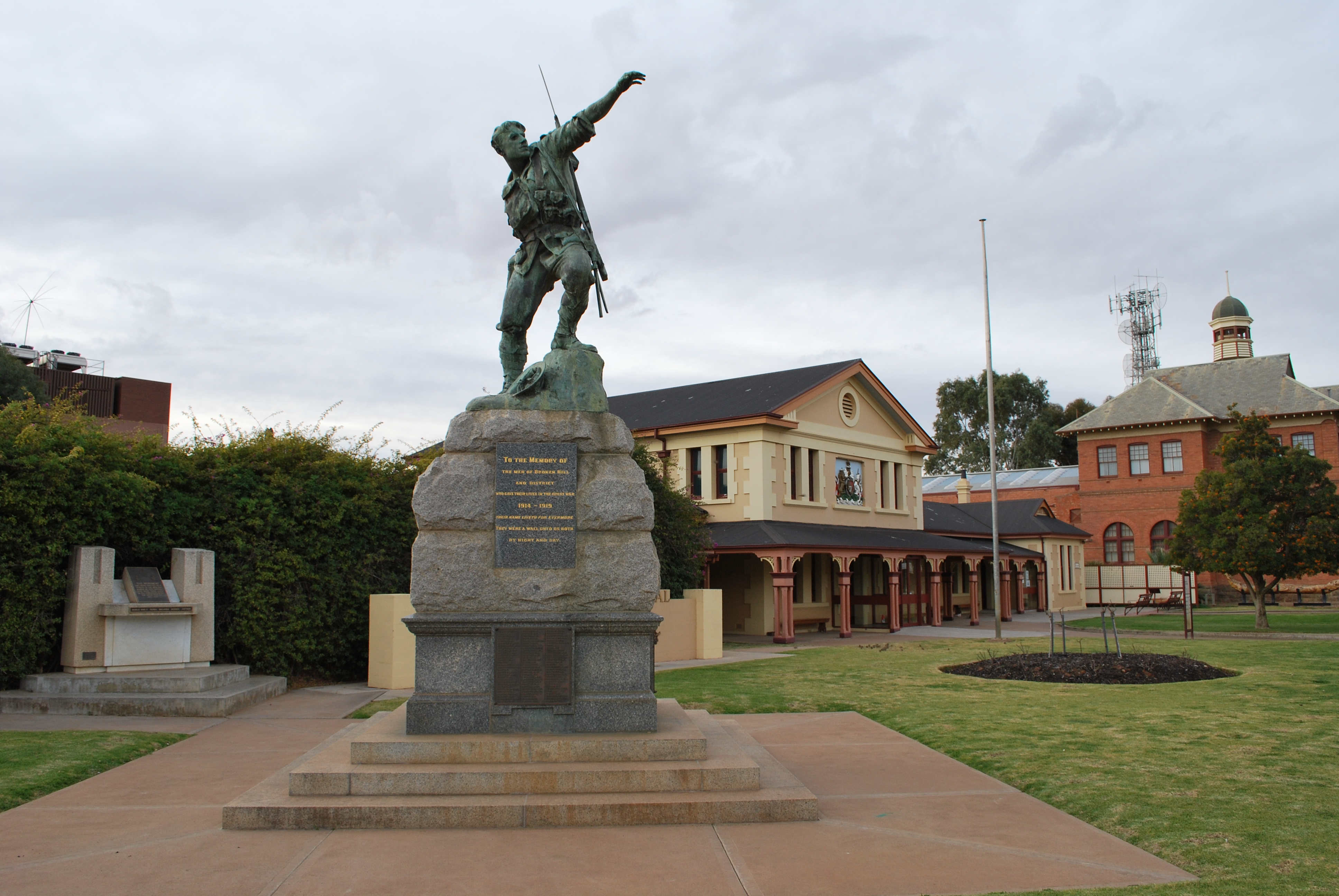
Военный мемориал в честь участников Первой мировой войны в Брокен Хилл, штат Новый Южный Уэльс.

Австралия вступила в Первую мировую войну 4 августа 1914 года, объявив войну Германии.

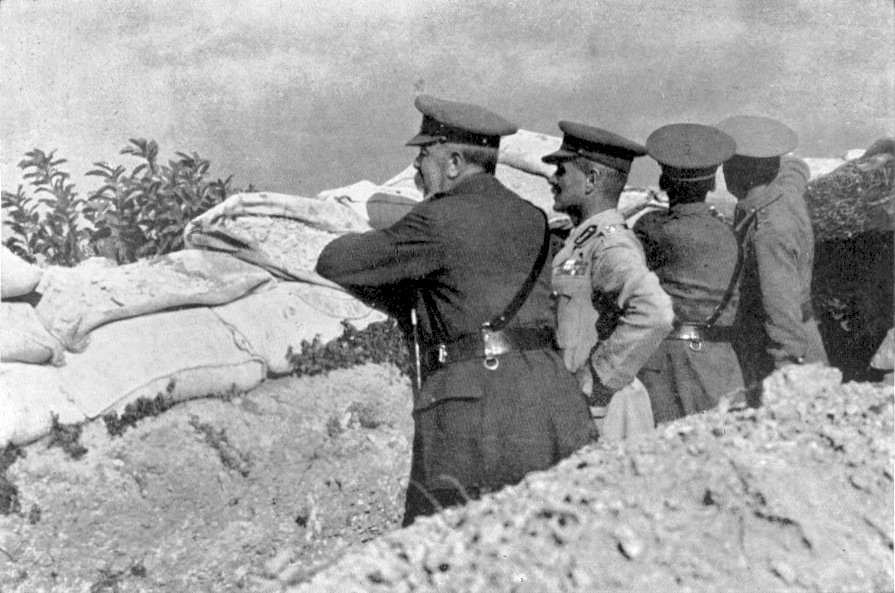
Фельдмаршал лорд Китченер и генерал Уильям Бидвуд на позициях во время сражения при Галлиполи 15 ноября 1915 года.

После объявления Великобританией войны Германии в начале Первой мировой, реакция австралийского правительства последовала незамедлительно после слов премьер-министра Джозефа Кука, датировавшихся 5 августа 1914 г.: «…Если Империя объявила войну, то Австралия поступит так же», которые отразили мнение многих австралийцев, считавших, что объявление войны незамедлительно поступит и от Австралии. Отчасти такая реакция определялась большим количеством британских граждан и первым поколением англо-австралийцев, входивших в то время в этнический состав населения страны. Действительно, по окончании войны почти 20 % из тех солдат, кто служил в австралийских военных организациях, родилось в Великобритании. После войны Австралия получила мандат на Германскую Новую Гвинею, северную часть Соломоновых островов и архипелаг Бисмарка.
Из-за того, что ополчение (англ. militia)  в соответствии с положением Акта об обороне от 1903 года не могло служить за границей (морской), были созданы добровольческие формирования, известные как Австралийские Имперские силы (сокр. АИС, от англ. Australian Imperial Force), которые были образованы и начали набор 10 августа 1914 г. Правительство распределило 20 000 человек в одну пехотную дивизию и одну бригаду лёгкой кавалерии, а также вспомогательные подразделения. Привлечение и организация были реализованы на региональном уровне и попали под планы по мобилизации, составленные в 1912 г. Первым командиром являлся генерал Уильям Бриджес, который также принял на себя командование над 1-м Дивизионом. На протяжении всей войны австралийцы в основном сосредотачивались на ведении боя на земле, однако также известно о небольших действиях военно-морских и военно-воздушных сил.

## Оккупация Германской Новой Гвинеи
После начала войны австралийские силы сразу приступили к ликвидации возможной угрозы для судоходства из-за близости германских тихоокеанских колоний. Под командованием полковника Уильяма Холмса военный контингент из 2 000 добровольцев был быстро переформирован (отдельно от Австралийских Императорских сил) в батальон пехоты, 500 солдат резерва и Австралийский военный и военно-экспедиционный корпус. Целью сил являлись острова Яп на Каролинских островах, Науру и порт Рабаул в Германской Новой Гвинее. Силы достигли Рабаула 11 сентября 1914 г. и оккупировали его на следующий день, по пути встретив лишь слабое сопротивление немецких защитников и местных жителей в ходе боев при Бита-Пака и Томе. Германская Новая Гвинея была оккупирована 17 сентября 1914 г. Потери Австралии во время этих боевых действий были небольшими и составили шесть погибших, а также загадочное исчезновение субмарины HMAS AE1 с командой из 35 человек.

## Галлиполи

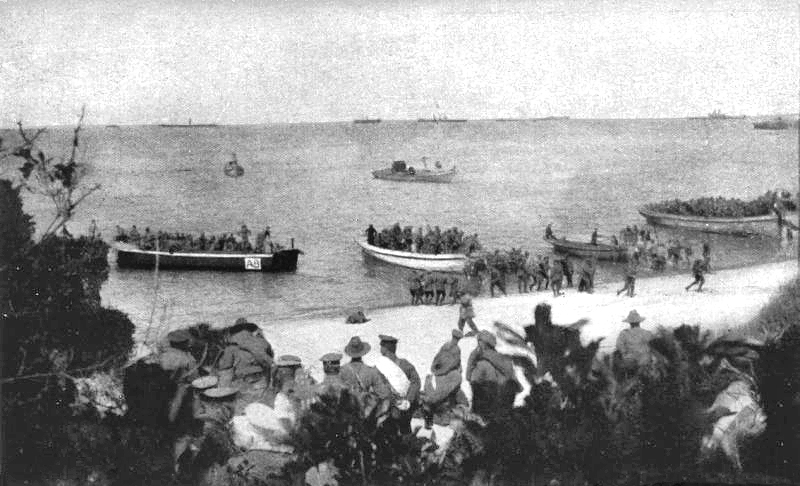
Австралийские солдаты в Галлиполи.

Австралийские Императорские силы отплыли в одном составе на корабле от Олбани 1 ноября 1914 г. Во время морской вылазки один из эскортов — HMAS Sydney (1912) — уничтожил немецкий крейсер SMS Эмден (1908) в ходе битвы при Кокосовых островах 8 ноября; это была первая морская стычка с участием Королевских австралийских ВМС. Первоначально Англия хотела провести курс подготовки для австралийских солдат, а затем послать их на Западный фронт, однако австралийцы были впоследствии посланы в подконтрольный Великобритании Египет для обеспечения численного превосходства над любой Турецкой атакой на стратегически важный Суэцкий канал, а также для открытия нового фронта против Центральных держав.
Стремясь выбить Турцию из войны, британцы решили провести высадку на Галлипольский полуостров, а после соответствующего периода реорганизации и обучения австралийцев, включить их в состав британских, индийских и французских сил, участвовавших в кампании. Комбинированный Австралийский и Новозеландский армейский корпус (АНЗАК) под командованием британского генерала Уильяма Бидвуда впоследствии высадились на полуострове Галлиполи 25 апреля 1915 г. Галлипольская кампания, обещавшая изменение хода войны в случае успеха, была непродуманной и в конечном счете, продлившись восемь месяцев, своей цели не достигла. Потери со стороны Австралии составили 8141 человек убитыми и 26111 ранеными.
Для австралийцев и новозеландцев галлипольская кампания стала важной вехой в становлении обоих государств как независимых субъектов мировой арены и развила чувство национальной идентичности. В наше время дата начала высадки — 25 апреля — известна для Австралии и Новой Зеландии как День АНЗАКа, в который тысячи людей собираются у памятников в обеих странах, включая Турцию, для почтения памяти погибших солдат.

## Египет и Палестина
После окончания сражения в Галлиполи, австралийцы вернулись в Египет, а Австралийские Императорские силы претерпели значительное расширение. В 1916 г. австралийская пехота была перевезена во Францию, в то время как кавалерия оставлена на Ближнем Востоке для борьбы с турками. Австралийские солдаты от АНЗАКского конного дивизиона и Австралийского конного дивизиона участвовали во всех основных сражениях во время Синайско-Палестинской кампании, играя ключевую роль в противодействии турецким войскам, угрожавшим потерей Британии контроля над Египтом. Первый бой австралийцев произошел в ходе Сенуситского восстания на территории Ливийской пустыни и долины Нила, в котором смешанные британские войска успешно подавили с тяжелыми потерями протурецкие исламистские секты. АНЗАКский конный дивизион впоследствии принимал участие в боевых действиях в битве при Романи против Турции между 3—5 августа 1916 г., в котором турки в конечном итоге были отброшены. После этой победы британские силы на Синайском полуострове перешли в наступление, темпы которого зависели от скорости построек железнодорожных и речных путей сообщения, проводившихся от Суэцкого канала. Рафа был захвачен в плен 9 января 1917 г., в то время как последние малые турецкие гарнизоны были уничтожены на Синайском полуострове в феврале.

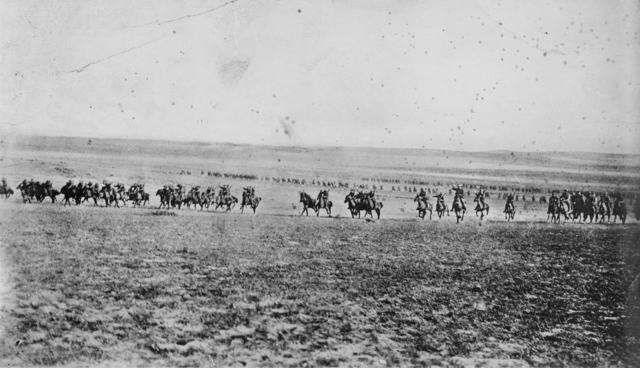
Нападение 4-й австралийской бригады лёгкой кавалерии.

Заранее введенные в Палестину, войска предприняли неудачную первую попытку захвата Газы 26 марта 1917 г.; вторая попытка началась 19 апреля и произошла сравнительно неудачно. Третье нападение с участием АНЗАКского конного дивизиона и Австралийского конного дивизиона произошло между 31 октября и 7 ноября. Бой возымел полный успех со стороны британцев, результатом которого являлись захват в плен 12 000 турок и взятие дополнительных рубежей на линии Газа — Беэр-Шева. Критическим моментом являлся первый день, в ходе которого происходило взятие Беэр-Шевы; стремительная атака 4-й австралийской бригады лёгкой кавалерии развернулась почти на 6-километровом участке фронта. После взятия турецких траншей удалось предотвратить взрыв колодцев с питьевой водой Беэр-Шевы. Итогом являлся захват в плен около 700 турок против 31 убитого и 36 раненых австралийцев. Позднее австралийские войска помогли отбросить турецкие войска из Палестины и принимали участие в битвах при Мугар Ридже, Иерусалиме и Меджиддо. Турецкое правительство сдалось 30 октября 1918 г. Бойцы австралийской бригады лёгкой кавалерии позднее участвовали в подавлении Египетской революции в 1919 г. и сделали это с эффективностью и жёсткостью, заставляя страдать большинство погибших.
Тем временем австралийские ВВС претерпели развитие и их независимость в качестве отдельной национальной силы была уникальна среди доминионов. Развернув на взлетной полосе лишь один, не взлетевший самолет в 1914 г. на территории Германской Новой Гвинеи, первый рабочий полет не происходил вплоть до 27 мая 1915 г., после которого был произведен "месопотамский полуполёт" (англ. Mesopotamian Half Flight), призванный помочь защитить заинтересованность британской стороны в нефти в Ираке. Австралийские ВВС вскоре были расширены, после чего четыре эскадрильи принимали участия в битвах в Египте, Палестине и на Западном фронте, где они удачно сражались.

## Западный фронт
Пять пехотных дивизий Австралийских Императорских сил принимали участие в боях во Франции и Бельгии после того, как покинули Египет в 1916 г. 1-й корпус АНЗАК занял позиции в тихом южном секторе от Армантьера 7 апреля и в течение следующих двух с половиной лет АИС принимали участие в большинстве основных битв Западного фронта, зарабатывая внушительную репутацию. По прошествии разрушительнейшей битвы на Сомме на протяжении следующих недель четыре австралийских дивизиона были более преданы своему делу. 5-й дивизион, дислоцировавшийся на левом фланге, впервые участвовал в битве при Фромеле 19 июля 1916 г., потеряв 5 533 человек в первый же день. 1-й дивизион начал боевые действия 23 июля, атакуя Позьерс, и ко времени его освобождения 2-м дивизионом 27 июля потерял в бою 5 286 человек. Атака на Мукефарм проводилась в августе, после которой насчиталось около 6 300 жертв. К тому времени АИС были сняты с Соммы и реорганизованы, так как его потери составляли 23 000 человек за 45 дней.
В марте 1917 г. 2-й и 5-й дивизионы преследовали немецкие войска до линии Гиндебурга, по пути захватив Бапум. 11 апреля 4-й дивизион начал штурм линии Гинденбурга в Первой битве при Буллекурте, потеряв более 3 000 и отдав в плен 1 170 человек. 15 апреля 1-й и 2-й дивизионы были контратакованы рядом с Ланьикуром и вынуждены оставить город, который позднее был взят снова. 2-й дивизион принимал участие во Второй битве при Буллекурте, начавшейся 3 мая, а также ему удалось взять сектора линии Гинденбурга и удерживать их до освобождения 1-м дивизионом. В итоге, 7 мая 5-й дивизион освободил 1-й, оставаясь на линии до конца войны в середине мая. Усилия стоили жизни 7482 австралийцам.
7 июня 1917 г. 2-й корпус АНЗАК, наряду с двумя другими британскими корпусами, начали операцию по уничтожению противника во Фландрии к югу от Ипра. Атака началась с детонации взрывчатки, массой 454 545 кг, которая была заложена в горе Мессинс, что позволило деморализовать немцев. Поначалу войска не встретили сопротивления и, несмотря на произошедшую на следующий день контратаку, операция закончилась удачно. Потери во время Мессинской битвы со стороны Австралии составили примерно 6 800 человек. После этого 1-й корпус АНЗАК принял участие в третьей битве при Ипре в Бельгии в рамках кампании по захвату Гунвельдского плато между сентябрём и ноябрём 1917 г. Менее известные битвы происходили при Менин Роад, Полигон Вуд, Брудсейнде, Полькаппелле и Пашендейле, и в течение восьми недель австралийские потери стали составлять 38 000 человек.
21 марта 1918 г. Германия начала Весеннее наступление, приложив к этому последние усилия и развернув 63 дивизиона на 110-километровом фронте. Союзники перебросили 3-й и 4-й дивизионы на юг Амьена, рядом с Соммой. Наступление закончилось через пять месяцев, на протяжении которых все пять пехотных дивизий АИС, находящихся во Франции, держали оборону. К концу мая немецкие войска продвинулись на расстояние в 80 км от Парижа. На протяжении этого времени австралийские войска принимали участия в битвах при Дернакурте, Морланкурте, Вилле-Бритонни, Генгард-Вуде, Хейзбруке и Аме́ле. При Амеле командующий Австралийским корпусом генерал-лейтенант Джон Монаш, успешно применил смешанные силы, включающие в себя самолеты, артиллерию и бронетехнику, во время атаки в первый день.

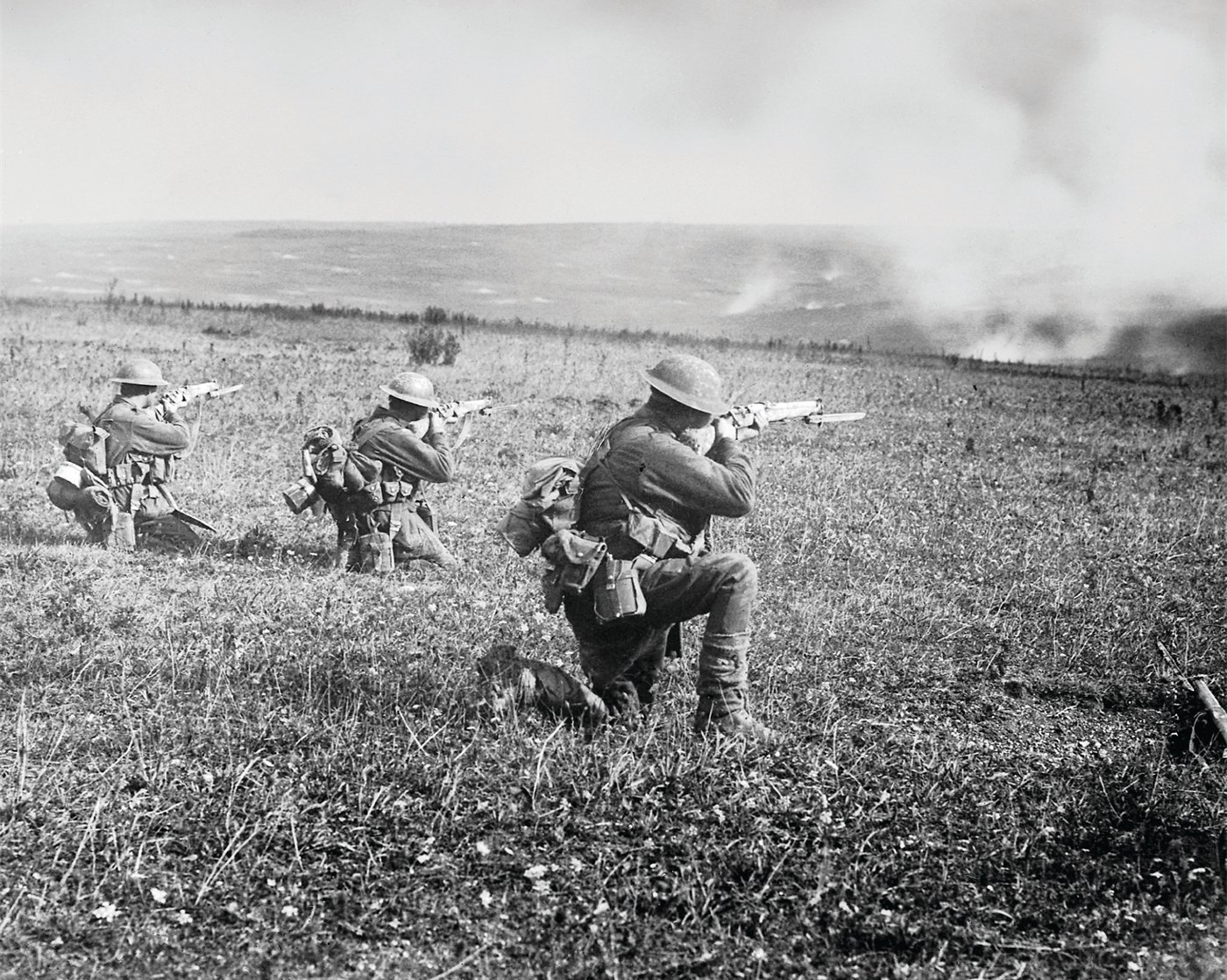
Солдаты 45-го Батальона в битве на канале Мон-Сент-Кветин, сентябрь 1918 г.

Немецкое наступление прекратилось в середине июля, после которого последовало время затишья, и на протяжении этого затишья австралийские силы провели серию из нескольких рейдов, известных как Мирные проникновения (англ. Peaceful Penetrations). Вскоре союзниками было проведено Стодневное наступление, окончательно закончившее войну. Начиная с 8 августа наступление включало в себя четыре австралийских дивизиона, которые провели Амьенскую операцию. Благодаря ранее использовавшимся смешанным войскам, союзникам удалось достичь значительных успехов, известных немецким силам как «Черный День». Наступление продолжалось на протяжении следующих четырёх месяцев, и во время Второй битвы при Сомме австралийские корпуса принимали участия в битвах при Лигонсе, Этингеме, Проярте, Чугнесе и Мон-Сент-Кветин, перед их окончательным участие в финальной битве, произошедшей 5 октября 1918 г. в Монтбрегене. Впоследствии АИС вышли с фронта после объявления перемирия 11 ноября 1918 г.
Среди всех 416 806 солдат, участвовавших в войне, и ещё 333 000, служащих за границей, погибли 61 508 и ранены 155 000 человек (общий уровень смертности составил 65 %). Финансовые затраты австралийского правительства составили £376 993 052. Два референдума по воинской повинности для службы за границей были проведены во время войны; они сохраняли добровольный статус для австралийских солдат и расширяли военные резервы, что особенно стало заметно к концу войны. Следовательно, Австралия оставила одну из двух армий на другом континенте, тем самым не прибегая к воинской повинности в ходе войны.
Война произвела глубокое воздействие на австралийское общество. Для многих австралийцев участие страны в войне рассматривалось как символ её становления как игрока на международной арене, в то время как многие другие понятия австралийского характера и государственности, которые существуют и в наше время, имеют свои истоки со времен окончания войны. 64 австралийца были награждены крестом Виктории во время Первой мировой войны.

## Потери австралийских войск
| Причина                     | Количество |
| --------------------------- | ---------- |
| Боевые действия             | 53,993     |
| Небоевые смертельные случаи | 7,727      |
| Раненые                     | 137,013    |
| Пострадавшие от газа        | 16,496     |
| Военнопленные               | 3,647      |
| Погибшие военнопленные      | 109        |

### Комментарии
1. ↑  Южная Африка была другой нацией, не осуществлявшей призыв на военную службу в ходе войны.